# Mchenga inornata
Mchenga inornata är en fiskart som först beskrevs av Boulenger, 1908.  Mchenga inornata ingår i släktet Mchenga och familjen Cichlidae. IUCN kategoriserar arten globalt som otillräckligt studerad. Inga underarter finns listade i Catalogue of Life.